# Que te perdone Dios
Que te perdone Dios è una telenovela messicana prodotta da Televisa e mandata in onda su Canal de las Estrellas dal 19 gennaio 2015. Si tratta di un remake della telenovela messicana degli anni 2000 Abrázame muy fuerte.

## Cast
- Zuria Vega: Abigaíl Ríos / Abigaíl Ramos Flores
- Mark Tacher: Mateo López-Guerra Fuentes
- Sergio Goyri: Fausto López-Guerra
- Rebecca Jones: Renata Flores del Ángel de López-Guerra
- Sabine Moussier: Macaria Ríos
- Altair Jarabo: Diana Montero
- María Sorté: Helena Fuentes vedova López-Guerra
- René Strickler: Patricio Duarte
- Ana Bertha Espín: Constanza del Ángel vedova Flores
- Ferdinando Valencia: Diego Muñoz
- Alejandro Ávila: Lucio Ramírez
- Manuel Ojeda: Melitón Ramos
- Laisha Wilkins: Ximena Negrete de Zarazua/ Daniela Negrete
- Dacia González: Vicenta Muñoz
- Zaide Silvia Gutiérrez: Simona Sánchez
- Ana Patricia Rojo: Efigenia de la Cruz y Ferreira
- Fabián Robles: Julio Acosta Montero / Julián Montero
- Eric del Castillo: Bruno Flores Riquelme †
- Antonio Medellín: Padre Francisco Ojeda Bernal †
- Alejandra Ávalos: Mía Montero vedova Acosta †
- Moisés Arizmendi: Porfirio Zarazua
- Héctor Sáez: Comandante Efraín Barragán
- Alejandra Procuna: Eduviges de la Cruz y Ferreira
- Raúl Olivo: Jaime Díaz "Motor"
- Óscar Bonfiglio: Marcelino
- Julio Mannino: Benito
- Myrrha Saavedra: Amanda Ríos
- Carlos Athié: Maximiliano "Max" Zarazúa
- Adriano: Antonio "Toño" Sánchez
- Santiago Hernández: Alfredo "Fredy" Sánchez †
- José María Galeano: Padre Tomás Ojeda Bernal
- Iván Caraza: Mano Negra
- Rafael Amador: Rafa, el cantinero
- Alejandra Robles Gil: Teodora
- Daniela Basso: Juanita
- Lakshmi Picazo: Nieves Barragán
- Silvia Valdéz: Violeta
- Jessús Di Alberti: Estebán
- Irán Castillo: Renata Flores del Ángel (giovane)
- Ale García: Macaria Ríos (giovane)
- Brandon Peniche: Pablo Ramos †
- Erik Díaz: Fausto López-Guerra (giovane)
- Christian Vega: Lucio Ramírez (giovane)
- Ricardo Franco: Gerardo López-Guerra